# Oberbaumbrücke
Most Oberbaum (nemško Oberbaumbrücke) je dvonadstropni most, ki prečka nemško reko Spree v Berlinu, ki velja za eno od mestnih znamenitosti. Povezuje Friedrichshain in Kreuzberg, nekdanji okrožji, ki ju je razdelil Berlinski zid, in je postal pomemben simbol enotnosti Berlina.
Spodnji del mostu nosi cesto, ki povezuje Oberbaum Straße na jugu reke z Warschauer Straße na severu. Zgornja etaža mostu nosi progi Berlin U-Bahn U1 in U3, med postajama Schlesisches Tor in Warschauer Straße.
Most se vidno pojavlja v filmih Run Lola Run in Unknown ter TV seriji Berlin Station.

## Zgodovina
Most je zgrajen na nekdanji meji občinskega območja s podeželjem, kjer je bil leta 1732 zgrajen trošarinski zid. V sklopu zidu je bil zgrajen lesen dvižni most; služi kot vrata v mesto. Ime Oberbaumbrücke izhaja iz težkega drevesnega debla, pokritega s kovinskimi konicami, ki so ga uporabljali kot zagon za zaporo reke ponoči, da bi preprečili tihotapljenje. (Baum v nemščini pomeni 'drevo' ali 'lesen tram'; ime torej pomeni nekaj takega kot 'zgornji [gorvodni] drevesni most'; na zahodnem koncu meja sodobnega mesta je bila še ena pregrada z drevesnimi debli, blizu današnje Unterbaumstraße (dob. Spodnja [dolvodna] drevesna ulica.)
Do leta 1879 je bil leseni most močno spremenjen. S 154 metri je bil najdaljši v Berlinu, vendar ni bil več primeren za količino prometa, ki ga je prečkal. Začeli so se pripravljati načrti za novo kamnito gradnjo. Podjetje Siemens & Halske, ki je načrtovalo gradnjo berlinske podzemne železnice, je vztrajalo pri kombiniranem prehodu za cestna vozila, pešce in novi železniški progi.
Novi most so odprli leta 1896 po dveh letih gradnje, pravočasno za Berlinsko obrtno razstavo. Arhitekt in vladni uradnik Otto Stahn (1859–1930) ga je zasnoval v slogu severnonemške opečne gotike mestnih vrat s številnimi okrasnimi elementi, kot so šilasti loki, križni oboki in grbi. Dva stolpa sta bila navdihnjena pri Srednjem vratnem stolpu (Mitteltorturm) v mestu Prenzlau v severnem Brandenburgu. Čeprav zgolj kozmetični, so služili kot opomnik, da so bila to mesto nekoč berlinska rečna vrata.
Leta 1902 je bil odprt prvi segment podzemne železnice. Njeno prvo potovanje, na katerem je bilo 19 potnikov, je potekalo od Stralauer Tor, na vzhodnem koncu mostu, do Potsdamer Platza. Stralauer Tor so bila razstavljena, potem ko so bila poškodovana v zračnem napadu leta 1945, vendar je še vedno mogoče videti njene štiri podporne stebre, obložene s peščenjakom.
Potem ko je Berlin leta 1920 prevzel več drugih občin, je most Oberbaum postal križišče med novima okrožjema Friedrichshain in Kreuzberg. Aprila 1945 je Wehrmacht razstrelil srednji del mostu, da bi Rdeči armadi preprečil prehod. Po koncu vojne je bil Berlin razdeljen na štiri sektorje. Most Oberbaum je prečkal ameriški in sovjetski sektor. Do sredine 1950-ih so po mostu lahko brez težav prečkali pešci, motorna vozila in mestni tramvaj.

## Mejni prehod
Ko je bil leta 1961 zgrajen Berlinski zid, je most postal del meje vzhodnega Berlina z zahodnim Berlinom; ker so bile vse vode reke Spree znotraj meja Friedrichshaina, so vzhodnonemške utrdbe segale do obale na strani Kreuzberga. Posledično je bila proga podzemne železnice Zahodni Berlin prisiljena končati na Schlesisches Tor. Od 21. decembra 1963 je bil most Oberbaum uporabljen kot mejni prehod za pešce samo za prebivalce Zahodnega Berlina.
Do poletja 1966 so most trikrat odprli. Stalna odprtost za pešce je prišla s sporazumom štirih sil za Berlin leta 1972. Stavba za nadzorne organe Vzhodnega Berlina je bila zgrajena neposredno na vzhodnem bregu Spree, čez cesto od Oberbaumbrücke. Del mostu podzemne železnice, ki prečka Stralauer Allee pri mostu, je bil popolnoma porušen. Stolpa sta bila porušena v 1970-ih. Ker je meja na obali Kreuzberga (Gröbenufer) potekala ob Spree, se je več otrok iz Kreuzberga utopilo na mostu Oberbaum, ker reševalci z zahodne strani niso mogli do njih, z vzhodne strani pa je bilo to prepovedano. Kot odgovor na to je bil 29. oktobra 1975 podpisan sporazum o reševalnih akcijah ob nesrečah v obmejnih vodah Berlina. Leta 1976 je bil na južnem mostišču nameščen steber za klic v sili, po čigar utopitvi je bila zagotovljena pomoč pri aktiviranju.
Grb okrožja Friedrichshain–Kreuzberg z Oberbaumbrücke, ki je del grba Friedrichshain od leta 1991, je bil po združitvi okrožja vključen tudi v grb novega berlinskega okrožja Friedrichshain–Kreuzberg.

## Post Berlinski zid
Po odstranitvi Berlinskega zidu leta 1989 in ponovni združitvi Nemčije naslednje leto so most obnovili in mu povrnili nekdanji videz, čeprav z novim jeklenim srednjim delom, ki ga je zasnoval španski arhitekt Santiago Calatrava. Po dolgotrajnih pogajanjih med arhitektom, spomeniškimi varstveniki in predstavniki ladijske uprave ter gradbenih oblasti obeh tedanjih okrožij so bili Calatravini načrti večkrat popravljeni. Kompromis je bil uveljavljen leta 1995 in most je dobil nov srednji del. Za pešce in promet so ga odprli 9. novembra 1994, na peto obletnico odprtja Berlinskega zidu. Proga U-Bahn do postaje Warschauer Straße je bila ponovno odprta leto kasneje.
Od leta 1997 krasi most neonska instalacija z naslovom Kamen – papir – škarje Thorstena Goldberga. Njena dva elementa sta vpeta v nenehno igro kamen, papir, škarje, kar nakazuje arbitrarnost imigracijskih odločitev, tako v času hladne vojne kot za današnje prosilce za azil in migrante v revščino.
Od ustanovitve enotnega okrožja Friedrichshain-Kreuzberg leta 2001 most Oberbaum ne prečka več jurisdikcijske meje.
Aprila 2019 je bil most Oberbaum blokiran kot del mednarodne serije protestov, ki jih je organiziral Extinction Rebellion.
Most je bil uporabljen kot lokacija za prebeg Karle k Georgeu Smileyju in britanski obveščevalni službi v knjigi in mini seriji, Smileyjevi ljudje.